# Bertha Teague
Pour les articles homonymes, voir Teague.
Bertha F. Teague, née le 17 septembre 1906 à Carthage dans l'État du Missouri et morte le 13 juin 1991, est une entraîneuse de basket-ball américaine. 
Elle entraîna l'équipe du lycée de Byng (Byng High School) à Ada (Oklahoma) durant 42 ans, de 1927 à 1969. Ses statistiques sont de 1157 victoires pour 115 défaites, soit un pourcentage de victoires de 91%. Elle remporte avec son équipe huit titres de champion de l'Oklahoma et gagne 98 matchs de suite entre 1936 et 1939. 
Pionnière du basket-ball féminin, elle devient en 1985 la première femme à entrer au Basketball Hall of Fame, avec Senda Berenson Abbott et Margaret Wade,. Elle est intronisée au Women's Basketball Hall of Fame en 1999.